# Monica Chan
 (août 2014).
Si vous disposez d'ouvrages ou d'articles de référence ou si vous connaissez des sites web de qualité traitant du thème abordé ici, merci de compléter l'article en donnant les références utiles à sa vérifiabilité et en les liant à la section « Notes et références ».
Monica Chan Fat-Yung, née le 28 octobre 1966 à Hong Kong, est une actrice, animatrice de télévision et modèle hongkongaise, qui a été élue Miss Hong Kong 1989 et 1re dauphine de Miss Chinese International 1989. Ayant connu la célébrité après une apparition dans un film avec Stephen Chow, elle est considérée comme une « fille de Sing ».

## Biographie
Chan travaille pour la chaîne TVB, après avoir remporté le titre de Miss Hong Kong.
En 1990, elle représente Hong Kong à l'élection de Miss Univers 1990 où elle termine 23e.
Elle quitte TVB après avoir travaillé pour elle pendant près de dix ans, pour rejoindre la chaîne VTT.
Elle a travaillé avec des acteurs populaires comme Dicky Cheung, Ruby Lin et Anthony Wong.
En 2005, Monica Chan interprète le personnage de Suxin dans The Royal Swordsmen. C'est son dernier rôle. Pendant ses dernières années dans le métier, elle est moins impliquée dans l'industrie du divertissement. Bien que de temps en temps repérée dans les remises de prix et la promotion de divers produits comme porte-parole, elle n'a pas été en vedette dans des drames ou des films de Hong Kong depuis plusieurs années.